# Kamimuria atricornis
Kamimuria atricornis és una espècie d'insecte pertanyent a la família dels pèrlids que es troba a Àsia: el subcontinent indi.